# Harmonia (visual novel)
Harmonia è una visual novel post apocalittica sviluppata da Key per Microsoft Windows, pubblicata il 23 settembre 2016 su Steam. È stata definita dagli sviluppatori una "kinetic novel", ossia una novel il cui gameplay non offre scelte o finali alternativi, bensì lascia al giocatore solo la possibilità di leggere il testo.

## Sviluppo e distribuzione
Harmonia è la dodicesima visual novel della Key e seconda "kinetic novel" dopo Planetarian: chiisana hoshi no yume. Il gioco è stato prodotto sotto la direzione di Kai, il quale si è occupato anche della stesura dello scenario insieme a Tsuzuru Nakamura. Il ruolo di direttore artistico e character designer è stato ricoperto da Itaru Hinoue prima delle sue dimissioni nel settembre 2016. La colonna sonora è stata composta da Shinji Orito, Ryō Mizutsuki e Tomohiro Takeshita. La sigla del gioco è Todoketai melody (届けたいメロディ?, Todoketai merodi) di Ayaka Kitazawa, mentre Towa no hoshi e (永遠の星へ?) è un'insert song interpretata da Haruka Shimotsuki. Un singolo contenente entrambe le canzoni è stato pubblicato da Key Sounds Label l'11 aprile 2015.
Il gioco, annunciato nell'aprile 2015 per celebrare il quindicesimo anniversario della Key, è stato aggiunto al catalogo di Steam Greenlight nell'ottobre 2015. Rimandato più volte a date di pubblicazione successive, è stato pubblicato il 23 settembre 2016 per Microsoft Windows su Steam in lingua inglese, prima dell'edizione in giapponese prevista per il 29 dicembre dello stesso anno.